# برنارد سميث (لاعب كرة قدم)
برنارد سميث (بالإنجليزية: Bernard Smith)‏ (1 يناير 1908 في المملكة المتحدة - ) هو لاعب كرة قدم بريطاني في مركزي الدفاع والظهير. لعب مع برمنغهام سيتي وكوفنتري سيتي.